# Geschacht (Heraldik)

Vier Reihen zu drei Plätzen von Rot-silber geschacht (Wappen der Stadt Ellrich)

In silbernem Schildbord rot-silbern geschacht (Verbandsgemeinde Birkenfeld)

Geschacht, auch geplätzelt, gewürfelt, Quaderstücke, Schach, symbolische Kärtchen, viereckiger Span, ist in der Heraldik die Bezeichnung für eine mehrfache Spaltung und Teilung eines Schildes in mehrere gleich große quadratische Plätze, die sich in der Tinktur abwechseln müssen (Schachbrettmuster). Es ist ein Heroldsbild.
Geschacht ist immer rechteckig waag- und senkrecht, diagonal gedehnt heißt es gerautet. Ist das Schachmuster in Balkenform dargestellt, wird von einem Schachbalken oder Geschachten Balken gesprochen.

## Blasonierung
Für die Blasonierung (Wappenbeschreibung) gelten folgende Übereinkünfte:
Bei mehr als neun Plätzen werden diese nicht gezählt. In diesem Fall spricht man von einem ungezählt geschachten Schild, geschachten ohne Zusatz. Bis zu neun Plätzen werden diese gezählt. Ein neungeschachter Schild ist in der Gruppe der geschachten Wappen ein recht häufiges Heroldsbild. Es entsteht durch zweimalige Teilung und ebensolcher Spaltung. Von den in wechselnder Tinktur abgeteilten Plätzen bilden fünf das Feld und vier das Heroldsbild.
Bei der Blasonierung eines Schildes mit beispielsweise roten und silbernen (weißen) Plätzen beginnt man mit der Angabe des rechts (heraldisch) oben stehenden Platzes, z. B. im Falle, dass dieser rot ist: „Ein Schach zu neun Plätzen oder neunfach geschacht von Rot und Silber.“
Der neungeschachte Schild kann auch als ein mittig ausgebrochenes Kreuz betrachtet werden. Da das Kreuz an allen Armen den Schildrand berührt, bleibt die Figur auch in dieser Sichtweise ein Heroldsbild.

## Beispiele

Nationalfarben und alte Stammwappen
Wappen der Republik Kroatien: Schild ungezählt geschacht von Rot und Silber
Mährischer Adler: In Blau der rot-silbern geschachte Adler mit goldener Bewehrung, goldgekrönt
Wappen der Spanheimer (u. a. Herzöge von Kärnten), Grafschaft Sponheim: Schild ungezählt geschacht von Rot und Silber
Grafen von Genf: Neungeschacht von Gold und Blau
Grafen von der Mark: goldenes Feld mit in drei Reihen von Rot und Silber geschachten Balken (ohne Helmzier Wappen der Stadt Hamm)
Wappen derer von Spiczak Brzeziński: gespalten, vorn Blau, hinten von Rot und Silber in fünf Reihen geschacht.
Stammwappen der Truchseß von Wetzhausen

Beispiele für die Verwendung
von Silber und Rot dreißigmal geschacht (Wappen von Bad Honnef)
in Gold von Silber und Blau zweireihig geschachtete Zwillings-Schrägbalken (Wappen von Niedermarsberg)
hinten in Gold zwei in drei Reihen von Rot und Silber geschachte Balken (Wappen von Swisttal)
gespalten und halb geteilt über einem in vier Reihen von Schwarz und Silber geschachten Schildfuß (Landkreis Teltow-Fläming)
drei Reihen zu vier Plätzen von Schwarz und Silber geschacht (Wappen von Trebbin)
hinten Blau-silber geschacht (Wappen der Stadt Vetschau)
gold-blau geschacht (Wappen der Stadt Dreux)
von Gold und Blau in vier Reihen mit zehn (4:3:2:1) Plätzen geschacht (Wappen von Spielberg)
Unter goldenem Schildhaupt zu sieben senkrechten Reihen geschacht von Silber und Rot (Wappen von Flawil SG)
unten von Blau und Silber geschacht (Wappen von Oberwinterthur)